# 瑟拉塔鄉 (巴克烏縣)
46°34′N 26°34′E / 46.567°N 26.567°E
瑟拉塔鄉（羅馬尼亞語：Comuna Sărata, Bacău），是羅馬尼亞的鄉份，位於該國東北部，由巴克烏縣負責管轄，面積20平方公里，海拔高度233米，2007年人口2,304，人口密度每平方公里116人。